# Frauentormauer

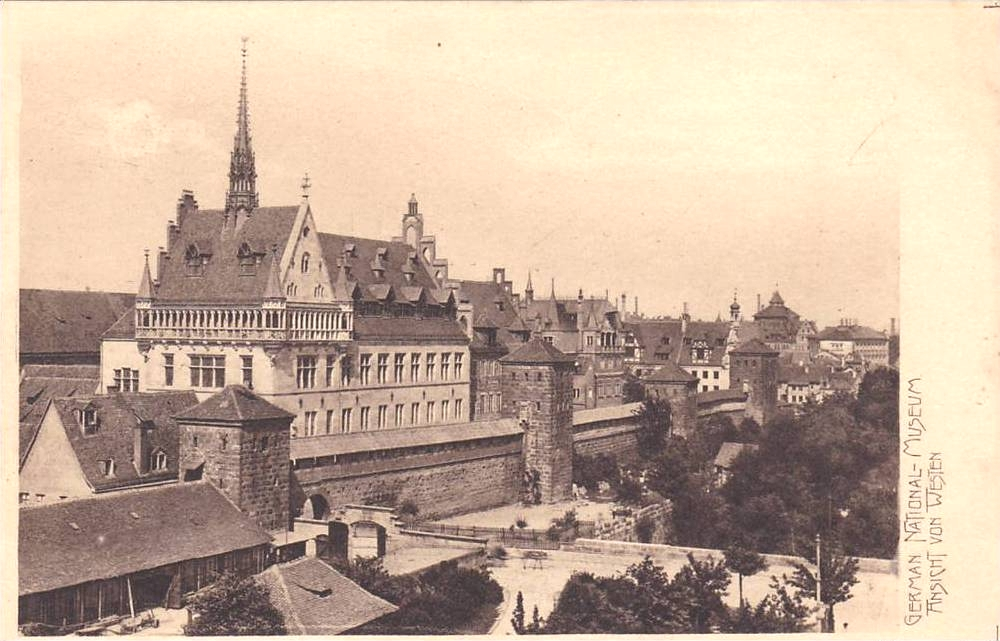
Ein Abschnitt der Frauentormauer, um 1900

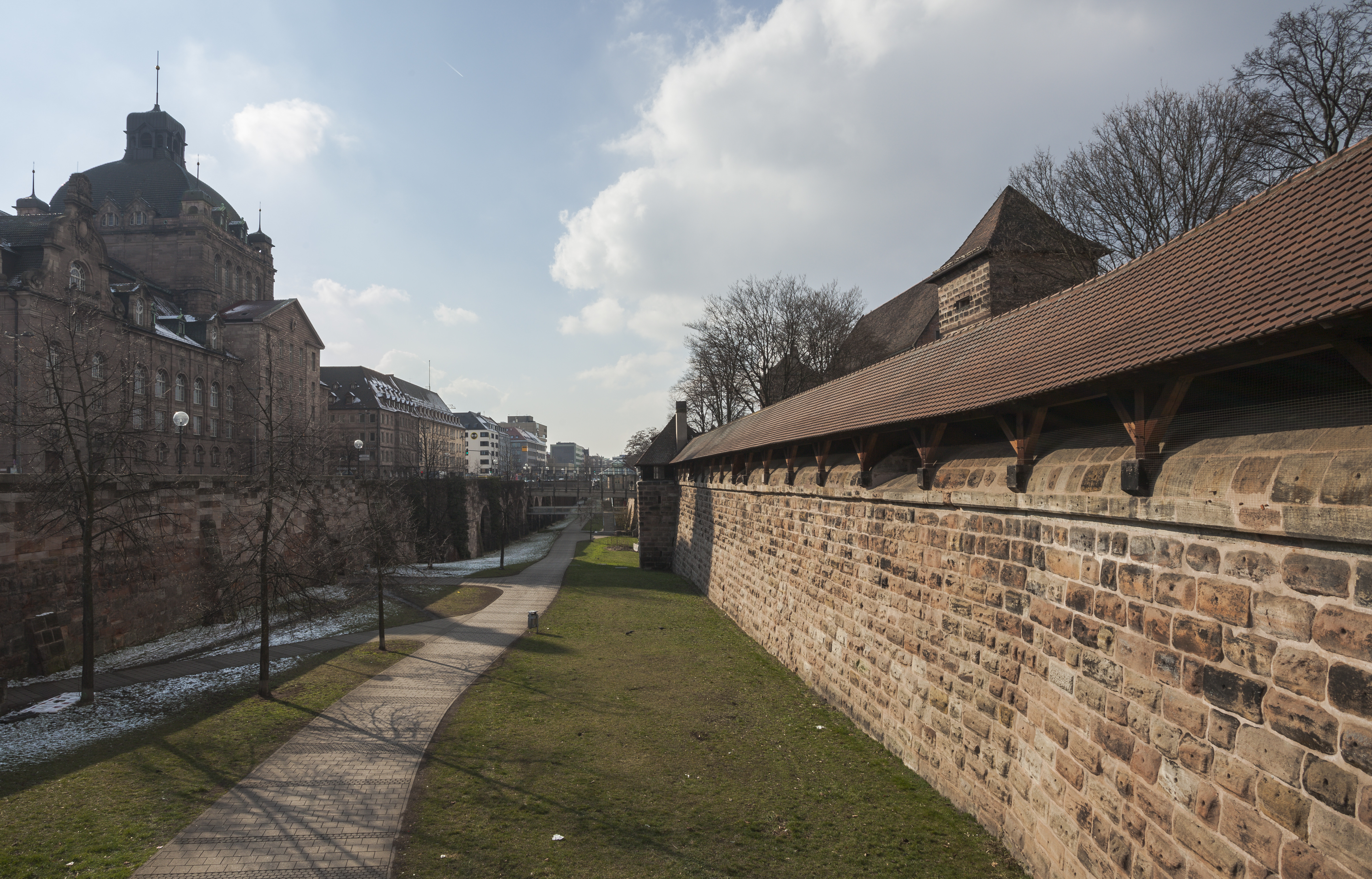
Blick entlang der Frauentormauer, 2013

Die Frauentormauer bezeichnet den gesamten südlichen Teil der Nürnberger Stadtmauer zwischen dem Frauentor im Osten und dem Spittlertor im Westen.
Der Name kommt vom Frauentor am östlichen Ende der Frauentormauer, früher eines der vier Haupttore in die Stadt. Das Frauentor wiederum wurde nach dem dahinterliegenden Klarissenkloster St. Klara benannt.
Die Frauentormauer hatte bis ins 19. Jahrhundert keine weiteren Durchlässe, erst sich ändernde Bedürfnisse führten zu weiteren, Toren genannten Mauerdurchbrüchen:
- Königstor, direkt neben dem Frauentorturm, die heutige Autostraße
- Sterntor
- Kartäusertor
- Färbertor
- Jakobstor
- Ludwigstor

Nach der Mauer wurden die innerhalb der Stadtmauer liegende Gasse Frauentormauer und die außerhalb gelegene Hauptverkehrsstraße Frauentorgraben benannt.
Hinter dem westlichen Abschnitt der Frauentormauer, zwischen Spittler- und Färbertor, befindet sich das Nürnberger Rotlichtviertel. Erste Quellen weisen bereits seit 1381 auf die Ausübung von Prostitution in Frauenhäusern hin. Im 19. Jahrhundert wurden die Häuser oftmals als Weinhandlungen bezeichnet.

## Bilder

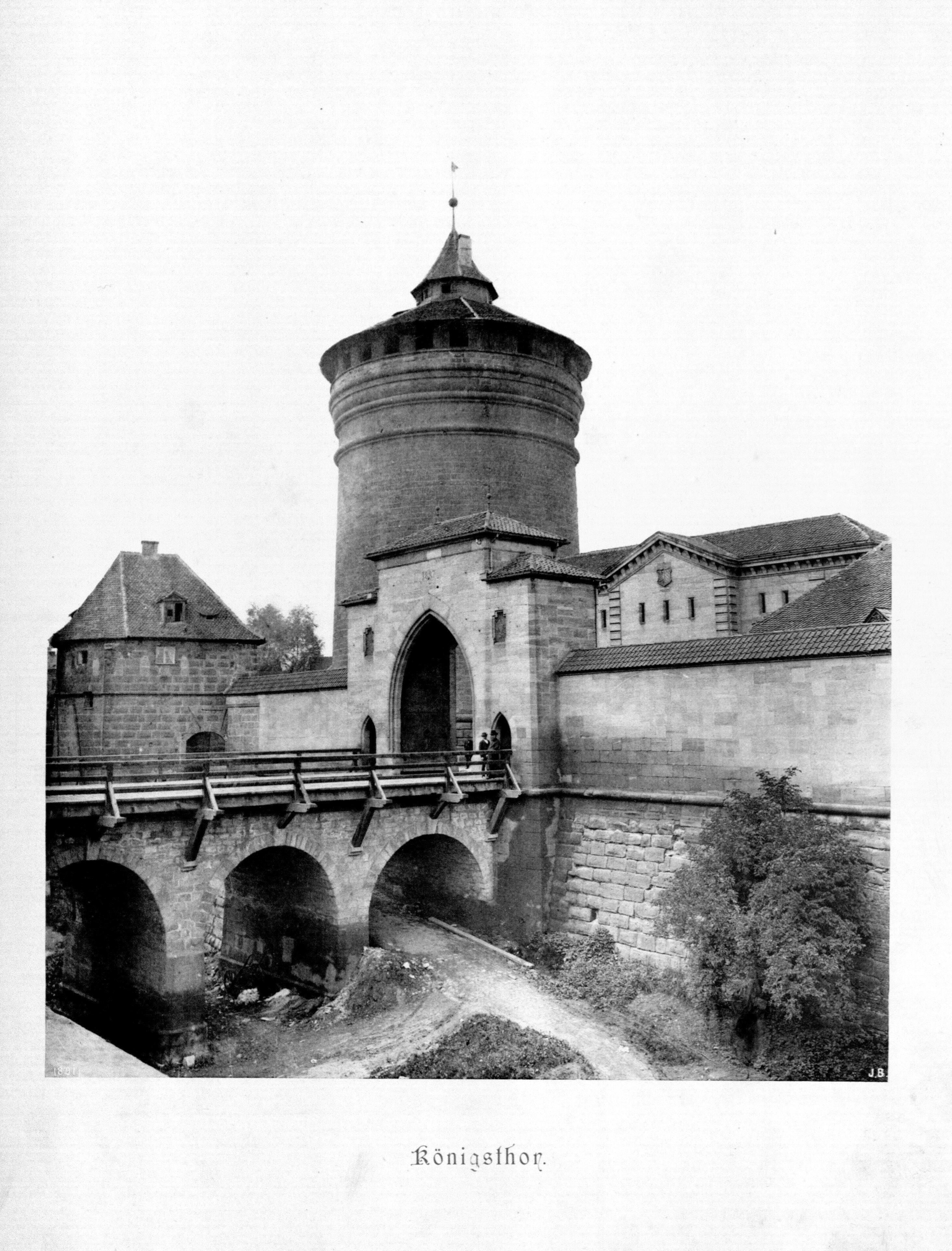
Königstor, 1891
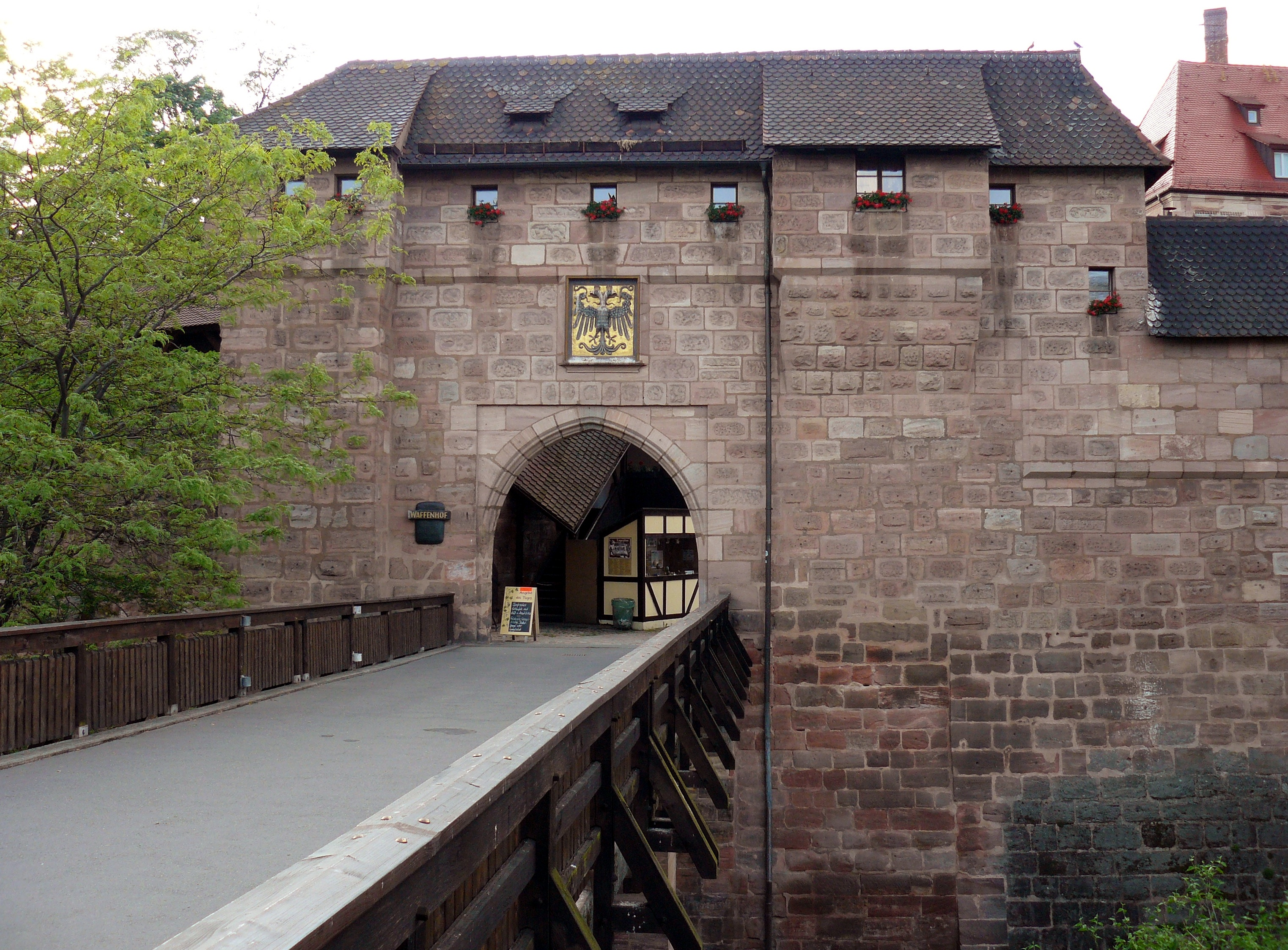
Frauentor, 2008
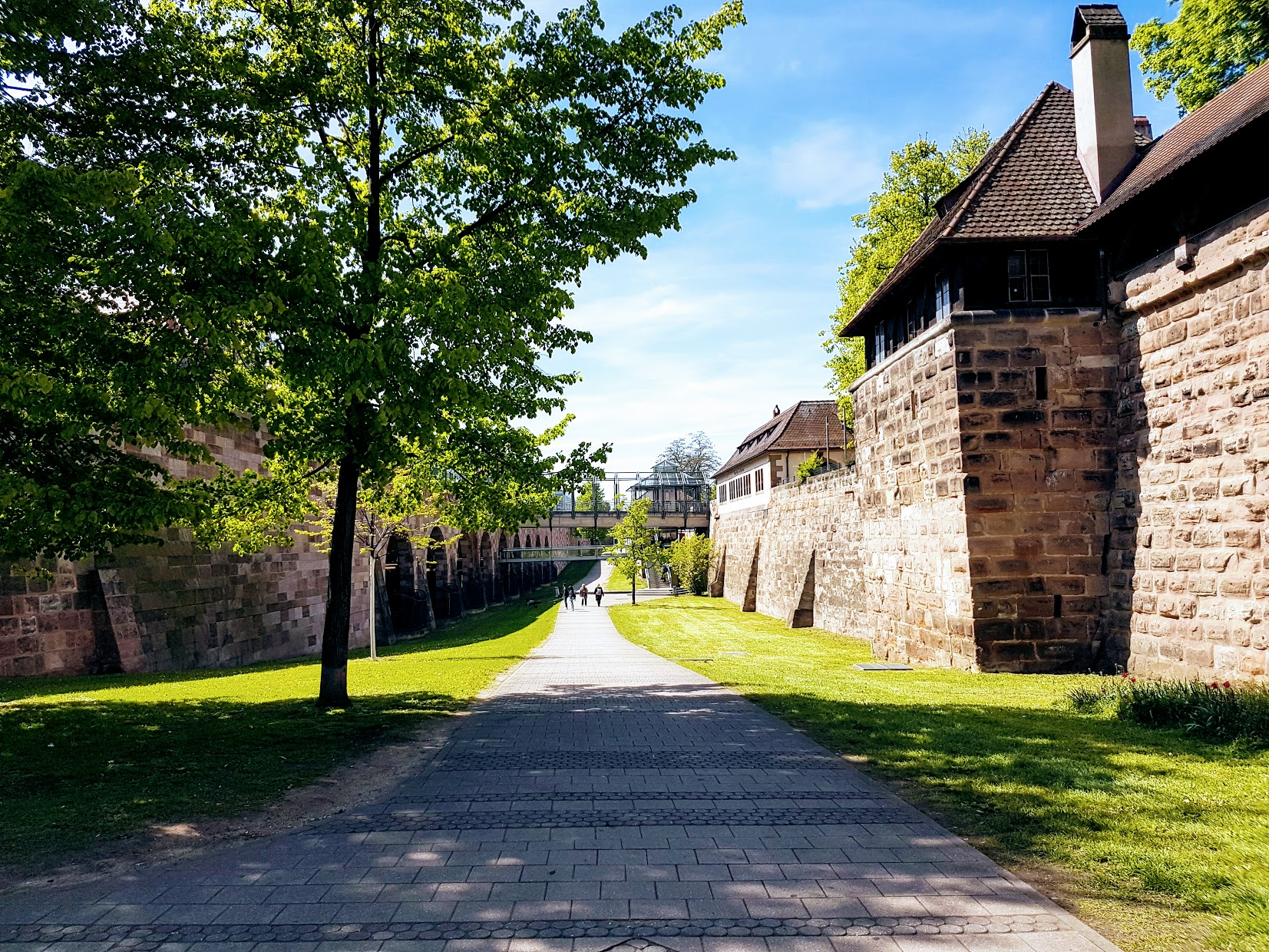
Frauentorgraben, 2017
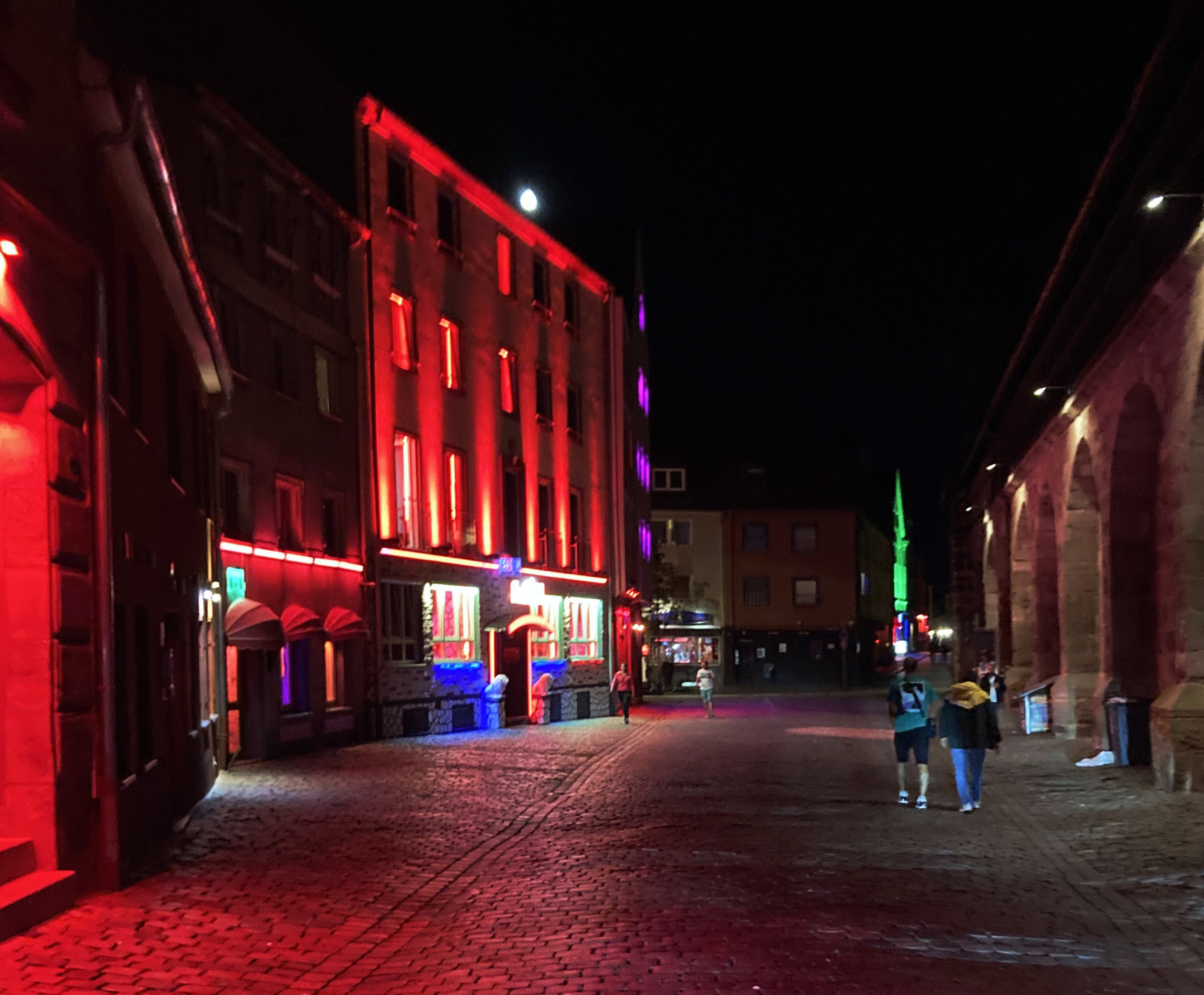
Rotlichtbezirk, 2023
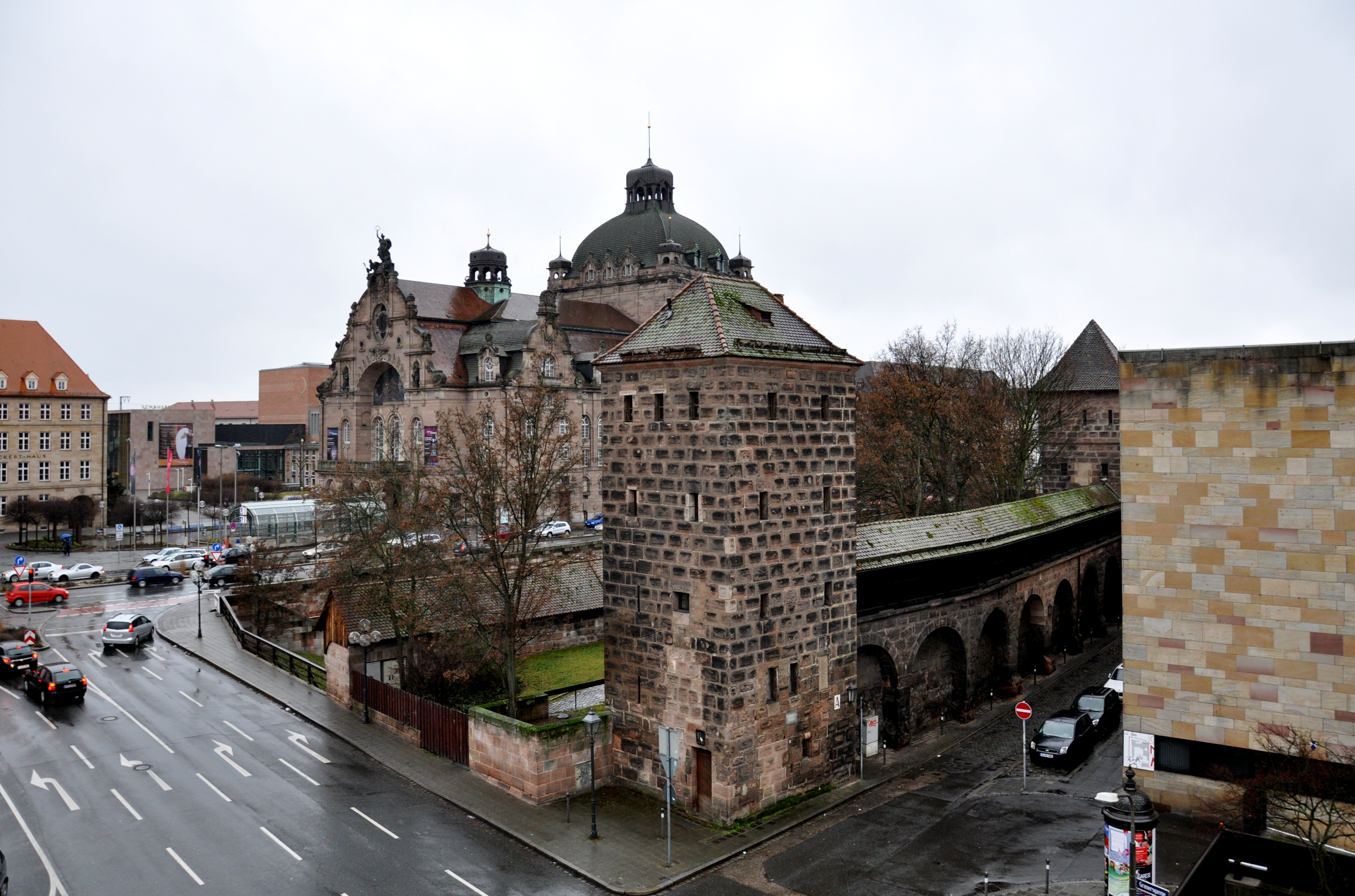
Sterntor, 2012
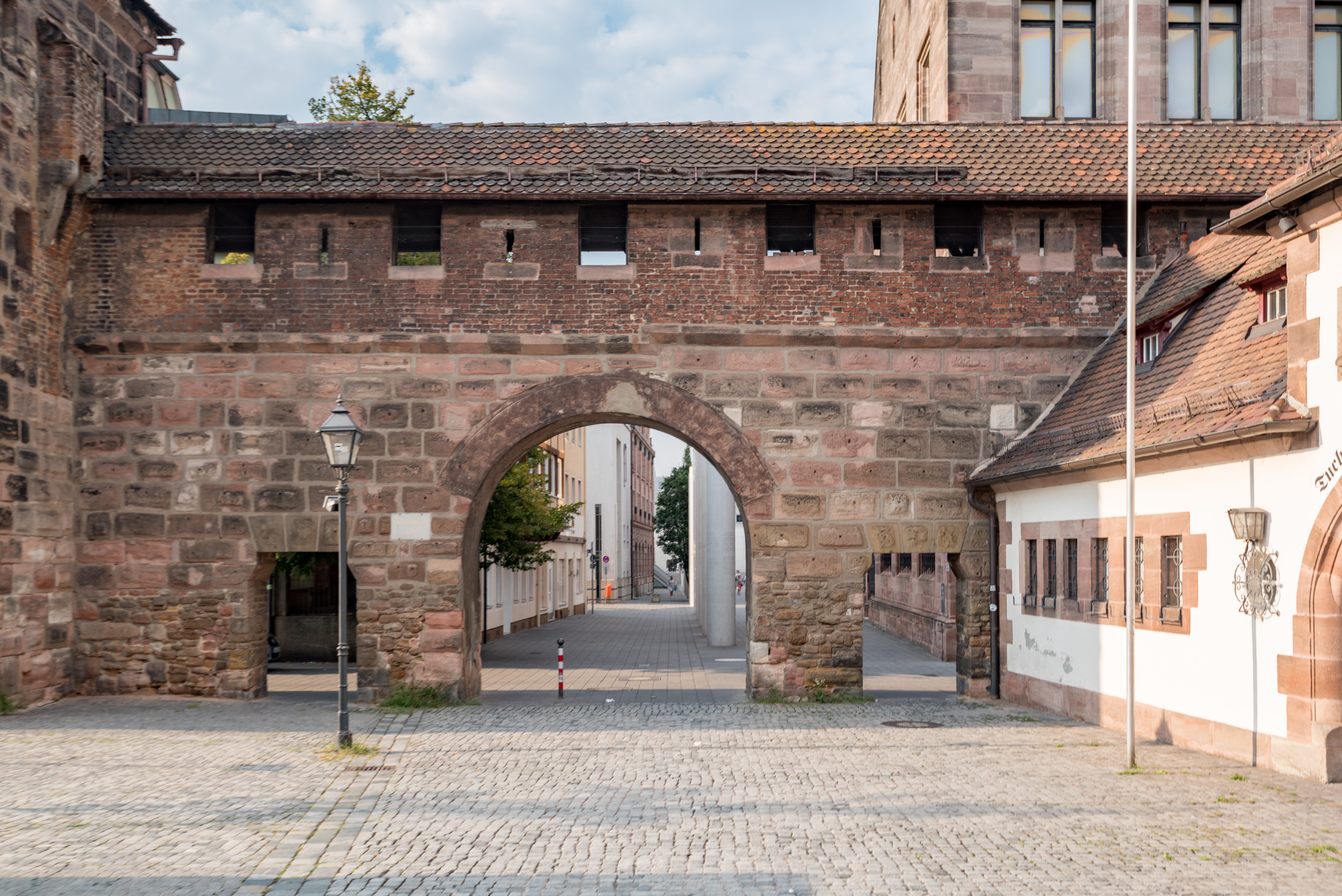
Kartäusertor, 2018
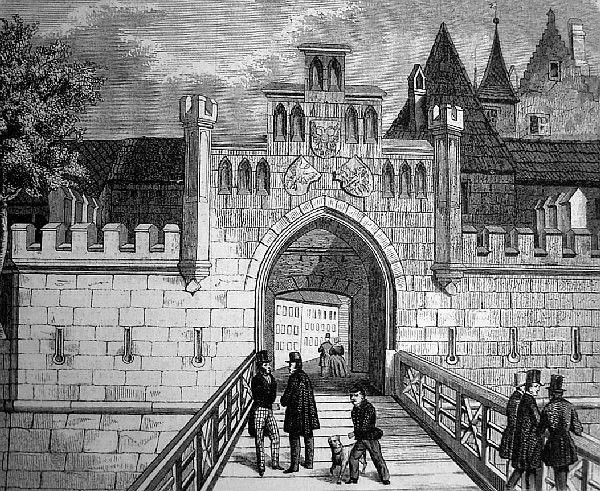
Färbertor, 19. Jahrhundert
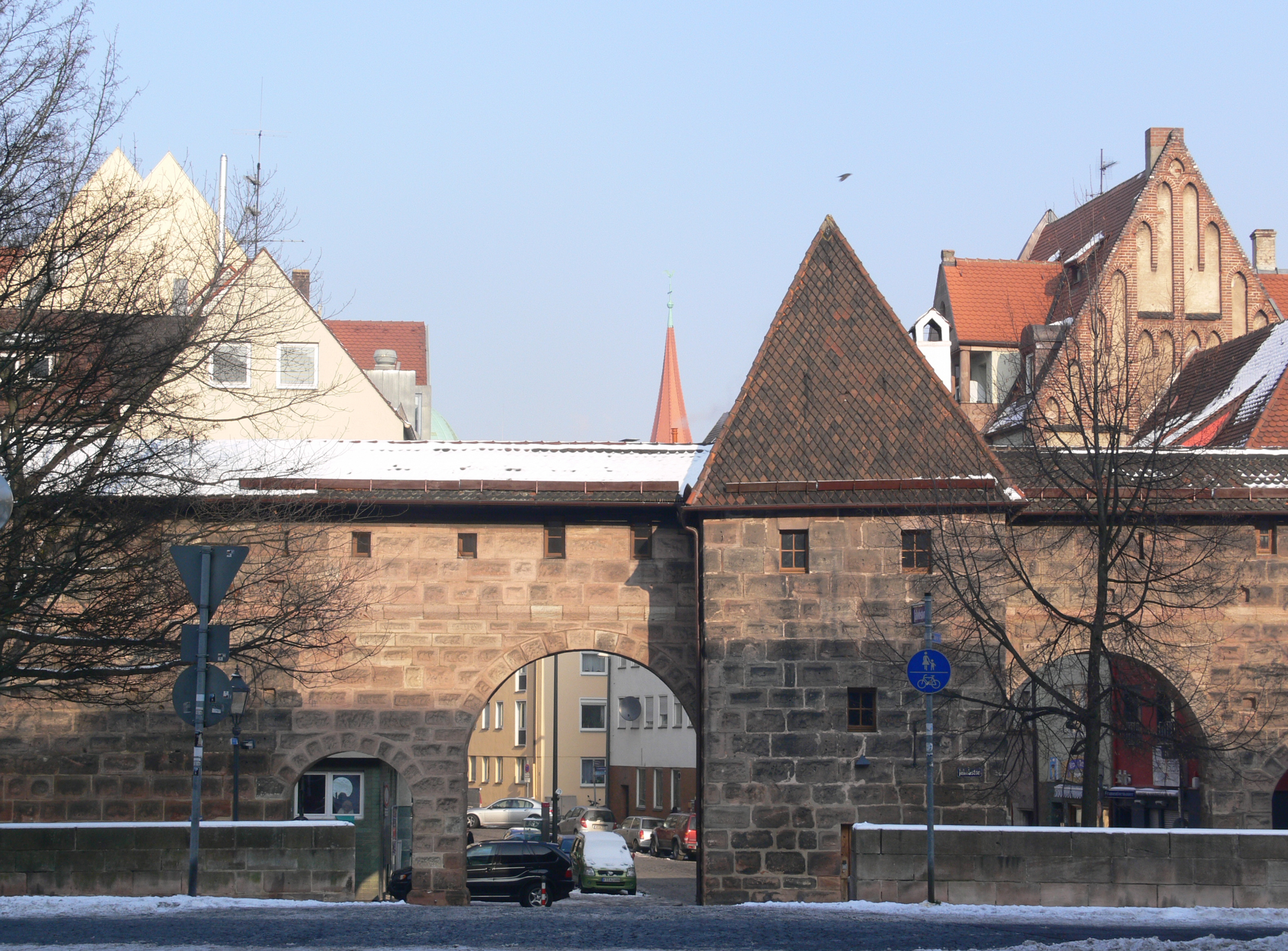
Jakobstor, 2009
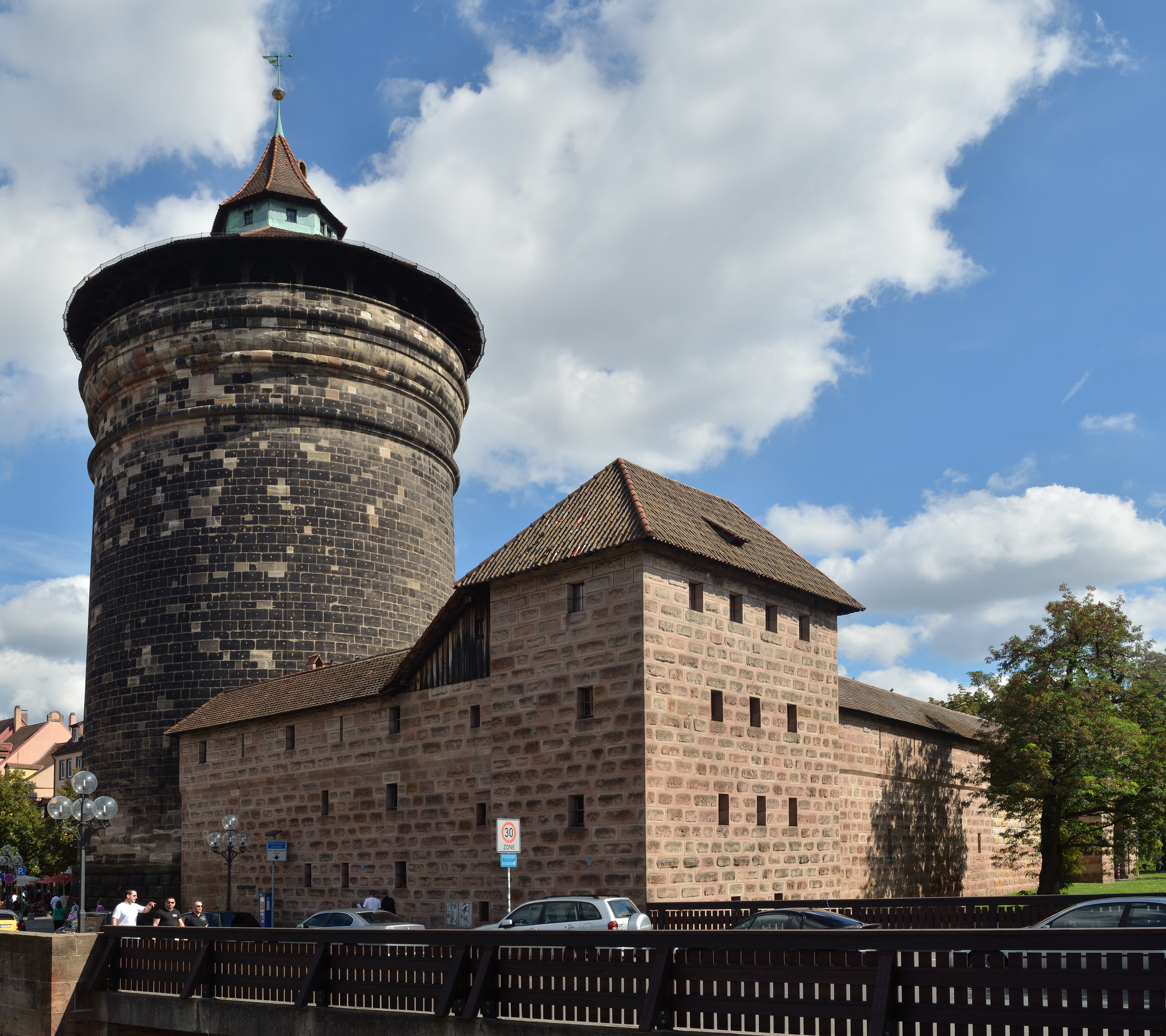
Spittlertor mit Zwinger von Westen